# Shaun Alexander
Shaun Edward Alexander (Florence, 30 agosto 1977) è un ex giocatore di football americano statunitense che ha militato nel ruolo di running back per la maggior parte della carriera con i Seattle Seahawks della National Football League (NFL) chiudendo la carriera con i Washington Redskins nel 2008. Fu scelto dai Seahawks nel corso del primo giro (19º assoluto) del Draft NFL 2000. Al college ha giocato a football all'Università dell'Alabama.

## Carriera universitaria
Alexander giocò con gli Alabama Crimson Tide, squadra rappresentativa dell'Università dell'Alabama. Nel 1996, come redshirt freshman, Alexander corse il record scolastico di 291 yard e 4 touchdown nella vittoria per 26–0 sui rivali di LSU al Tiger Stadium. Shaun terminò l'annata con 589 yard corse e 6 touchdown, portando la squadra a un record di 10-3. La sua carriera ad Alabama si chiuse nel 1999 con il record dell'istituto per yard corse in carriera, un primato che resistette fino al 2015, quando fu superato da Derrick Henry.

## Carriera professionistica

### Seattle Seahawks

#### Stagioni 2000-2004
Alexander fu scelto dai Seattle Seahawks nel Draft NFL 2000 come 19ª scelta assoluta. I Seahawks acquisirono tale scelta nel draft mandando il wide receiver Joey Galloway ai Dallas Cowboys. Nella sua stagione da rookie giocò sporadicamente dietro al titolare Ricky Watters, correndo per sole 313 yard e 2 touchdown.
Nella sua seconda stagione nella NFL Alexander divenne il primo running back nelle gerarchie dei Seahawks, dopo diversi infortuni e il ritiro di Watters. Corse per 1 318 yard e 14 touchdown, secondo solo a Marshall Faulk per touchdown totali. La linea offensiva era guidata dal Pro Bowler Walter Jones e dal rookie Steve Hutchinson. Nel Sunday Night Football, l'11 novembre 2001, contro i rivali della AFC West, gli Oakland Raiders, all'Husky Stadium a Seattle, Alexander corse il record di franchigia di 266 yard in 35 portate, compresa una corsa da 88 yard fino alla end zone. Per questa prestazione fu premiato come giocatore offensivo della AFC della settimana. Dopo la stagione, Fox Sports Net lo assunse per condurre uno spettacolo di varietà chiamato Shaun Alexander Live, con l'intento di portare Alexander al riconoscimento generale, ancora basso malgrado le sue imprese sul campo, ma lo show ebbe vita breve.
Nel 2002 giocò da titolare tutte le 16 partite, guidando la NFC (e stabilendo il record di franchigia) con 16 touchdown su corsa, quattro dei quali vennero nel primo quarto della gara di Seattle del 29 settembre 2002 contro i Minnesota Vikings nella seconda partita di sempre giocata al Seahawks Stadium (poi rinominato CenturyLink Field) a Seattle. Inoltre ricevette un passaggio da touchdown da 80 yard sempre nel primo tempo. I 5 touchdown in metà partita sono un record NFL. Questa era un'altra partita del Sunday Night Football su ESPN, rinforzando la reputazione di Alexander di giocare partite di alto livello in gare di alto profilo e trasmesse in prima serata in diretta nazionale.
Il 2003 fu un altro anno produttivo per Alexander che corse un nuovo primato in carriera di 1 435 yard, con 16 touchdown. Seattle inoltre fece la prima apparizione ai playoff dal 2000. Il suo successo nella stagione 2003 gli fece guadagnare il primo viaggio ad Honolulu per l'annuale Pro Bowl.
Nel 2004, Alexander rimase uno dei componenti chiave dell'attacco di Seattle, terminando al secondo posto nella NFL per yard corse (con 1 696) dietro a Curtis Martin dei Jets per una sola yard. Dopo aver tentato una corsa nel finale dell'ultima gara vinta sugli Atlanta Falcons ed essere stato messo in panchina, Alexander accusò il suo allenatore Mike Holmgren di "averlo pugnalato alle spalle" negandogli l'opportunità di vincere il titolo di miglior corridore. Alexander ritrattò questi commenti il giorno seguente, esprimendo supporto al suo allenatore.

#### Stagione 2005
Alexander ebbe una stagione stratosferica nel 2005. Nella prima gara contro i Jacksonville Jaguars corse per 73 yard. Altri momenti da ricordare furono un touchdown su una corsa da 88 yard contro gli Arizona Cardinals il 6 novembre 2005, e le 165 yard corse contro i St. Louis Rams il 13 novembre 2005. Inoltre disputò due gare in cui segnò 4 touchdown, contro Arizona il 25 settembre 2005 e contro gli Houston Texans il 16 ottobre 2005. A fine stagione guidò la NFL in yard corse, touchdown su corsa, voti per il Pro Bowl e punti segnati.
Durante la stagione 2005, Aleaxander superò il record di franchigia per il maggior numero di yard corse nella storia dei Seattle Seahawks. Il 13 novembre 2005 segnando 3 touchdown diventò il primo running back nella storia della NFL a segnare 15 o più touchdown in 5 stagioni consecutive. Il 20 novembre 2005, a San Francisco, divenne il primo giocatore della storia della NFL a segnare 19 TD su corsa o ricevuti in sole 10 gare (Steve Van Buren si fermò a 18 nel 1945). Questo in seguito lo portò a battere il record di Priest Holmes di 27 touchdown totali stabilito nel 2003, mentre i suoi 27 touchdown su corsa pareggiarono anche il record dello stesso Holmes per il maggior numero in una singola stagione (i record fu superato nuovamente da LaDainian Tomlinson la stagione seguente).
L'11 dicembre 2005, nella vittoria che assicurò a Seattle il primo posto nella NFC West sui San Francisco 49ers, Alexander ebbe la sua nona partita da 100 yard corse in stagione, battendo il record di franchigia di Chris Warren, fermatosi a 8. In quella partita superò anche un altro record NFL, correndo per 100 yard contro avversari di division per nove gare consecutive, un record precedentemente detenuto dal leggendario Walter Payton. Il 18 dicembre 2005, in una partita contro i Tennessee Titans, Alexander superò le 1 600 yard per il secondo anno consecutivo, portò il record dei Seahawks a 10 gare da 100 yard consecutive e segnò il suo 24º touchdown su corsa dell'anno (l'86º della sua carriera, raggiungendo Priest Holmes al 12º posto nella classifica di tutti i tempi). Ancora, il suo 96º touchdown in carriera lo portò al 18º posto con Randy Moss ed Eric Dickerson nella classifica dei touchdown totali di tutti i tempi, superando Priest Holmes (con 94 TD) al 21º posto. Alexander divenne il primo giocatore dei Seahawks ad apparire sulla copertina di Sports Illustrated.
Il 1º gennaio 2006, in una sfida contro i Green Bay Packers, Alexander stabilì il record NFL per touchdown segnati in una singola stagione con 28 e pareggiò quello di Priest Holmes di 27 touchdown su corsa in una stagione. Finì inoltre per la prima volta in testa nella classifica delle yard corse con 1 880 yard. Nel 2005 raggiunse Emmitt Smith, Priest Holmes e Marshall Faulk come unici running back ad aver registrato stagioni consecutive da 20 o più touchdown.
Quattro giorni dopo, il 5 gennaio, il giocatore vinse il premio di MVP della NFL, divenendo il primo giocatore a ricevere tale onore nella storia della franchigia. Superò il running back dei New York Giants Tiki Barber ed il quarterback degli Indianapolis Colts Peyton Manning che aveva vinto il premio nei due anni precedenti. Alexander ottenne 19 voti sui 50 disponibili. Il giorno dopo aver ricevuto il premio di MVP, Alexander fu nominato anche giocatore offensivo dell'anno. Ricevette 34 voti su 50 in una giuria composta da giornalisti sportivi della carta stampata e della televisione. Fu inoltre premiato come running back dell'anno. Agli ESPY Awards Alexander ricevette due voti: Miglior prestazione per aver battuto un record e miglior giocatore NFL.
Nei Divisional playoff del 2006 contro i Washington Redskins Alexander subì una commozione cerebrale all'inizio della gara e dovette passare il resto della partita, vinta da Seattle, in panchina. Nella finale della NFC contro i Carolina Panthers corse 34 volte per 132 yard e 2 touchdown, in quella che diventò facilmente la sua miglior prestazione nei playoff in carriera.
Alexander ed i Seahawks persero contro i Pittsburgh Steelers per delle controverse decisioni arbitrali il Super Bowl XL il 5 febbraio 2006. Il running back comunque guidò la partita correndo 95 yard. Alla fine della stagione, fu scelto per essere l'atleta nella copertina del videogioco Madden NFL 07, diventando il primo giocatore ad essere nelle copertine sia di Madden NFL che della serie NCAA Football. L'unico che ci riuscì dopo di lui fu Larry Fitzgerald, scelto per apparire su Madden NFL 10.

#### Stagione 2006
Nel marzo 2006, Alexander firmò un contratto di 8 anni del valore di 62 milioni di dollari (15,1 milioni garantiti e 15 milioni da pagare nel primo anni di contratto) con i Seattle Seahawks facendone il più pagato running della storia della NFL all'epoca. Purtroppo per Alexander, la guardia della linea offensiva dei Seahawks, l'All-Pro Steve Hutchinson se ne andò ai Minnesota Vikings come free agent, indebolendo la linea offensiva che aveva giocato un grande ruolo nella produttività del giocatore nel 2005.
Alexander si ruppe il piede sinistro nella terza settimana della stagione, continuando la "Malediziome di Madden". Nella stessa partita segnò il 102º touchdown della carriera, battendo il record di franchigia di Steve Largent. Ritornò in azione il 19 novembre contro i San Francisco 49ers, correndo 17 volte per 37 yard. Il 27 novembre, nel Monday Night Football contro i Packers, Alexander stabilì il record di franchigia con 40 portate per 201 yard, nella prima gara innevata della storia del Qwest Field. Fu un ritorno nella forma da MVP ed un'altra vetrina in prima serata per Alexander, che stava ancora giocando con un piede rotto. Nella sconfitta del 10 dicembre contro gli Arizona Cardinals superò il record di Barry Sanders per il maggior numero di gare consecutive con più di 10 yard corse.

#### Stagione 2007
Durante la gara della prima settimana contro Tampa Bay, Alexander si fratturò il polso sinistro. Dichiarò tuttavia che l'infortunio non era grave e continuò a giocare ma le sue prestazioi ne risentirono molto. Durante la settimana 5, il bloccatore principale di Alexander, Mack Strong, si infortunò con un'ernia al collo, costringendolo al ritiro; questi fu rimpiazzato da Leonard Weaver. Questo lasciò il running back ancora più esposto e, come risultato, gli infortuni continuarono a perseguitarlo. Nel nono turno si slogò sia un ginocchio che una caviglia. Malgrado ciò, nell'ultima gara della stagione regolare diventò l'ottavo giocatore della storia della NFL a segnare 100 touchdown su corsa.
Le statistiche finali della stagione 2007 di Alexander furono 716 yard corse su 207 tentativi, 3,5 yard a portata, con 4 touchdown in 10 partite. Fece registrare inoltre 14 ricezioni per 76 yard ed un touchdown. Dopo la sconfitta del 12 gennaio 2008 nei playoff contro i Green Bay Packers in cui registrò solo 20 yard in 9 possessi e segnò un touchdown, i Seahawks optarono per svincolarlo dalla squadra il 22 aprile 2008.

### Washington Redskins
Dopo il suo rilascio, Alexander visitò diverse squadra tra cui i Cincinnati Bengals, i New Orleans Saints e i Detroit Lions ma non riuscì a concludere un accordo finché non visitò i Washington Redskins. Il 14 ottobre 2008 firmò con la nuova squadra per coprire il buco apertosi quando il running back di riserva Ladell Betts si infortunò al ginocchio. Alla fine, i Redskins svincolarono lo svincolarono il 25 novembre 2008 dopo che aveva totalizzato solo 11 portate in 4 partite, con 2,2 yard per possesso.
Dopo esser rimasto fermo per il resto della stagione 2008, Alexander non riuscì a firmare nessun contratto sia per la 2009 che per l'annata successiva, optando per il ritiro.

## Palmarès

### Franchigia
- National Football Conference Championship: 1

Seattle Seahawks: 2005

### Individuale
- MVP della NFL: 1

2005
- Miglior giocatore offensivo dell'anno della NFL: 1

2005
- Convocazioni al Pro Bowl: 3

2003, 2004, 2005
- First-Team All-Pro: 2

2004, 2005
- Running back dell'anno: 1

2005
- Running back della settimana: 2

16ª settimana della stagione 2004 e 10ª settimana della stagione 2005
- Bert Bell Award: 1

2005
- Leader della NFL in touchdown su corsa: 2

2001, 2005
- Seattle Seahawks Ring of Honor
- Formazione ideale del 35º anniversario dei Seahawks
- 50 migliori giocatori del 50º anniversario dei Seahawks

## Statistiche
Stagione regolare
| Squadra             | Stagione | Gare   | Gare   | Corse | Corse | Corse | Corse | Corse | Ricezioni | Ricezioni | Ricezioni | Ricezioni | Ricezioni | Fumble | Fumble |
| Squadra             | Stagione | P      | PT     | Ten   | Yard  | Media | Max   | TD    | Ric       | Yard      | Media     | Max       | TD        | Fum    | Persi  |
| ------------------- | -------- | ------ | ------ | ----- | ----- | ----- | ----- | ----- | --------- | --------- | --------- | --------- | --------- | ------ | ------ |
| Seattle Seahawks    | 2000     | 16     | 1      | 64    | 313   | 4,9   | 50    | 2     | 5         | 41        | 8,2       | 18        | 0         | 2      | 2      |
| Seattle Seahawks    | 2001     | 16     | 12     | 309   | 1 318 | 4,3   | 88    | 14    | 44        | 343       | 7,8       | 28        | 2         | 4      | 4      |
| Seattle Seahawks    | 2002     | 16     | 16     | 295   | 1 175 | 4,0   | 58    | 16    | 59        | 460       | 7,8       | 80        | 2         | 3      | 1      |
| Seattle Seahawks    | 2003     | 16     | 15     | 326   | 1 435 | 4,4   | 55    | 14    | 42        | 295       | 7,0       | 22        | 2         | 4      | 3      |
| Seattle Seahawks    | 2004     | 16     | 16     | 353   | 1 696 | 4,8   | 44    | 16    | 23        | 170       | 7,4       | 24        | 4         | 5      | 3      |
| Seattle Seahawks    | 2005     | 16     | 16     | 370   | 1 880 | 5,1   | 88    | 27    | 15        | 78        | 5,2       | 9         | 1         | 5      | 1      |
| Seattle Seahawks    | 2006     | 10     | 10     | 252   | 896   | 3,6   | 33    | 7     | 12        | 48        | 4,0       | 14        | 0         | 6      | 3      |
| Seattle Seahawks    | 2007     | 13     | 10     | 207   | 716   | 3,5   | 25    | 4     | 14        | 76        | 5,4       | 18        | 1         | 2      | 0      |
| Washington Redskins | 2008     | 4      | 0      | 11    | 24    | 2,2   | 8     | 0     | 1         | 9         | 9,0       | 9         | 0         | 0      | 0      |
| Totale              | Totale   | Totale | Totale | 2187  | 9 453 | 4,3   | 88    | 100   | 215       | 1 520     | 7,1       | 80        | 12        | 31     | 17     |